# اوک‌پارک هایتس (مینه‌سوتا)
اوک‌پارک هایتس، مینه‌سوتا (به انگلیسی: Oak Park Heights, Minnesota) یک شهر در ایالات متحده آمریکا است که در مینه‌سوتا واقع شده‌است.

## خصوصیات
اوک‌پارک هایتس ۷٫۸۵ کیلومترمربع مساحت و ۴٬۳۳۹ نفر جمعیت دارد و ۲۳۹ متر بالاتر از سطح دریا واقع شده‌است.